# Shindake

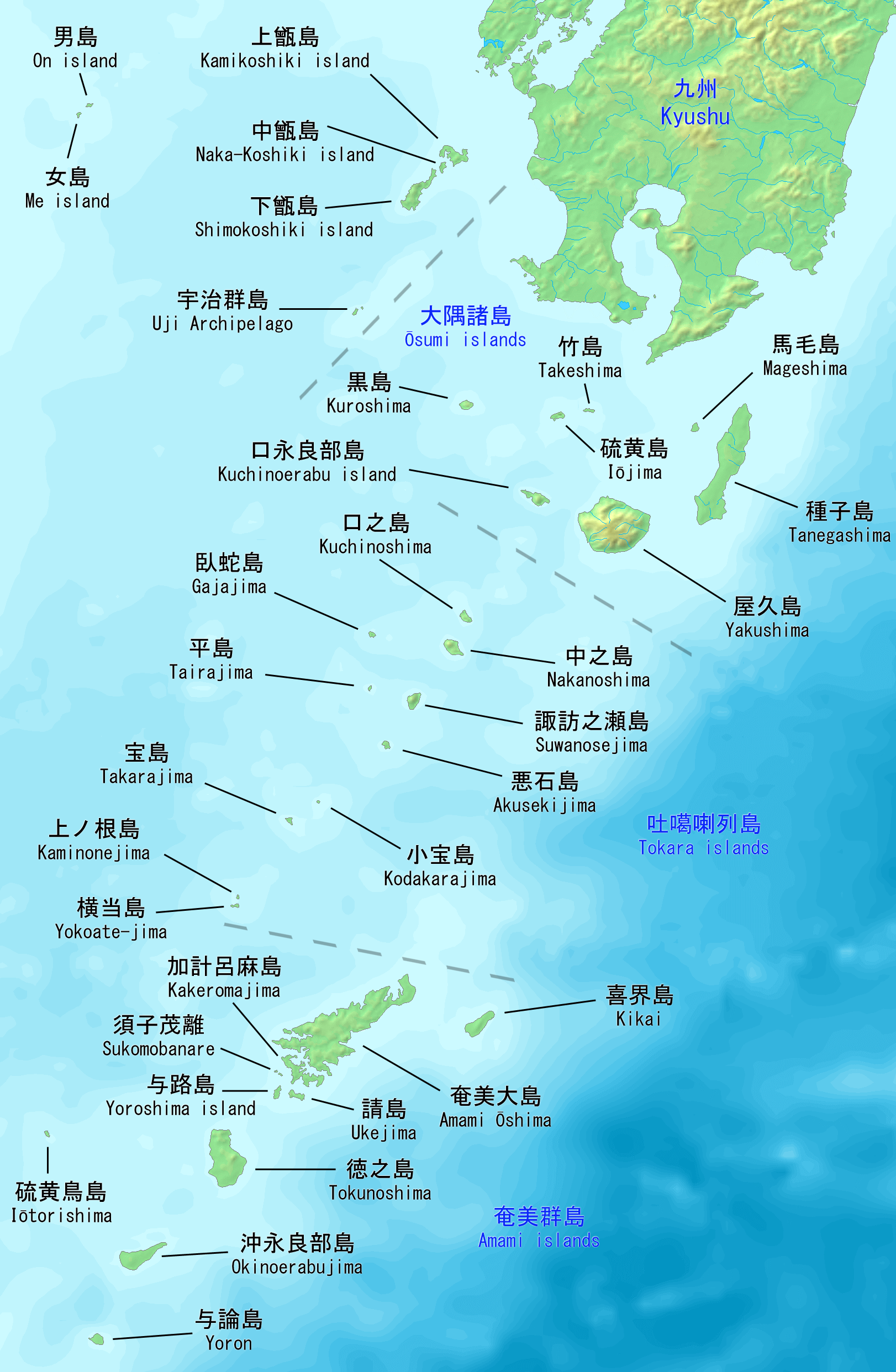
Lägeskarta

Shindake (japanska: 新岳) är en cirka 626 meter hög vulkan på ön Kuchinoerabu-jima i Osumiöarna som är en del av ökedjan Ryukyuöarna i södra Japan. 
Shindake fick ett utbrott 29 maj 2015 då en pelare av aska och rök nådde en höjd av 9000 meter, en person rapporterade att ha fått små brännskador av fallande föremål. Utbrottet tvingade flygbolag att dirigera om sina flygrutter. De flesta av de 137 invånarna evakuerades med båt. Vulkanen hade ett mindre utbrott 4 augusti 2014 och har haft flera utbrott i modern tid, bland annat den 24 december 1933 då flera människor omkom när lavamassor begravde flera byar. Den hade ett mindre utbrott också 1980.